# Eisenbahnunfall von Sorø
Bei dem Eisenbahnunfall von Sorø entgleiste am 25. April 1988 der Intercity IC 104 der DSB von Fredericia nach Kopenhagen 800 Meter westlich der Einfahrt des Bahnhofs von Sorø aufgrund überhöhter Geschwindigkeit.

## Ausgangslage
Wegen Bauarbeiten am Durchgangsgleis sollte der Zug den Bahnhof Sorø auf dem Überholgleis befahren.
Der Zug bestand aus der Lokomotive ME 1535 und sieben Reisezugwagen mit rund 300 Fahrgästen. Die Lokomotive war nicht mit einem Fahrtenschreiber ausgerüstet, so dass die genaue Geschwindigkeit des Zuges nach dem Unfall nicht mehr ermittelt werden konnte. Der Zug hatte nach der Fährüberfahrt über den Storebælt etwa fünf Minuten Verspätung. 

## Unfallhergang
Um 08:27 Uhr befuhr der Zug die Weichen am westlichen Bahnhofskopf von Sorø. Nach Angaben des Lokomotivführers hatte er das Signal übersehen, das eine Reduzierung der Geschwindigkeit auf 40 km/h gebot. Als er bemerkte, dass der Zug über die Weiche in das Überholgleis fuhr, leitete er eine Schnellbremsung ein, die ihm zufolge erst mit 6 bis 8 Sekunden Verzögerung wirkte. Der Zug fuhr so mit mehr als den erlaubten 40 km/h über die Weichen in das Überholgleis. Die Geschwindigkeit lag nach Einschätzung von DSB’s havarigruppe bei mindestens 100 km/h, worauf einige der Wagen entgleisten.

## Folgen
8 Menschen starben, 72 wurden verletzt, 11 davon schwer. Vor Wiederaufnahme des Zugbetriebes mussten 500 Meter Gleis sowie die beiden Weichen erneuert werden.
Der dem Unfall folgende Rettungseinsatz wurde als problematisch beschrieben. Die verschiedenen Rettungsdienste nutzten jeweils ein eigenes Funksystem und hatten Schwierigkeiten bei der Kommunikation.

## Juristische Aufarbeitung
Der Lokführer wurde am 28. Februar 1989 wegen grober Fahrlässigkeit im Dienst, wegen eines Eisenbahnunfalls sowie wegen fahrlässiger Tötung und fahrlässiger Körperverletzung zu 50 Tagessätzen à 200 Kronen verurteilt.